# Tõnis Kaumann
Tõnis Kaumann (* 5. April 1971 in Tallinn, Estnische SSR) ist ein postmoderner estnischer Komponist.

## Leben und Werk
Tõnis Kaumann studierte am Tallinner Musikgymnasium (estnisch Tallinna Muusikakeskkool) bei René Eespere. Anschließend studierte er bis 1994 bei Raimo Kangro und bis 2000 bei Jaan Rääts an der Estnischen Musikakademie.
1994 gewann Kaumann den Komponistenwettbewerb Young European Composer mit seinem Klavierkonzert. Er hat seitdem zahlreiche Musikstücke komponiert. Kaumann arbeitet eng mit dem estnischen „NYYD Ensemble“ für zeitgenössischen Musik zusammen.
Bekannt wurden auch seine Kinderopern Ooperimarakratid (2001), Pomm (2002) und Mina, Napoleon (2004). 2005 gewann er den renommierten estnischen Heino-Eller-Preis. 2008 schrieb Kaumann die Kammeroper Kaubamaja nach einem Libretto von Maarja Kangro.